# 鉄人ガンマ
『鉄人ガンマ』（てつじんガンマ）は、山本康人による日本の漫画作品。『モーニング』（講談社）にて1993年から1995年にかけて連載された。正式なタイトルは『鉄人ガンマ ~γ、THE IRON MAN~』。
1994年講談社漫画賞（一般部門）受賞作。続編として『ガンマ』がある。
なお『モーニング』2015年19号では20年ぶりの新作となるスピンオフ作品『ガンマ&オシリーナ リタイア探偵日記』が掲載された。

## 鉄人ガンマ
しがないサラリーマンの主人公が愛する妻と子供のために「私は強くなりたい」という変身願望を抱きつつも、自らが体験した強烈なトラウマとの葛藤に悩む姿をコミカルに描く。
ストーリーは基本的に現在進行のエピソードと少年期や思春期、大学時代や恋人との交際初期といった過去の回想とを織り交ぜて進行する。

### 登場人物
丸麻照男（がんま てるお）
本作の主人公。1953年11月5日生まれ。血液型はA型。学歴は羚羊大学。川越市在住。スーパー「コーダ」護国寺店精肉部主任。後に同社新所沢店チャレンジ部長→同社敦賀店→同社西川口店に異動。肩書上は「主任」だが、仕事内容はハンバーグやウィンナーの試食販売員。ハンバーグの焼き方は主婦を中心に評判が高く、フランス出張の際のパフォーマンスでも喝采を浴びる程である。最愛の妻と子供の為に「強くなりたい」という変身願望を抱く。
普段は温厚かつ小心者だが、窮地に陥ると筋肉が怒張し突飛な行動を起こし周囲を驚かせる。特に妻の悪口を言われたり帰宅後の妻との予定を妨害されたりするような時は性格が急変し、別人のように感情を露わにする。外見は頑強な肉体を持つが（スポーツ経験はなく、先天的なもの）内心はとてもデリケートで「過敏性大腸症候群」が持病である。下着はブリーフを好む。ストーリーが進展する中で「自分はまるで変化していない」と嘆く一方、彼と出会った者の多くはその大胆な行動によって、彼の人柄や実直さに感動し、その後の人生をも変えてしまった者までいる。
なお、顔と体格は「超人ハルク」をモデルにしているといわれている。
オシリーナ
照男の妻。本名は不詳（作品の最後まで明かされなかった）。照男が心の中で常に「オシリーナ」と呼んでいるが、面と向かってこう呼んだことはない。聡明にしてスタイル抜群の美女であり、夫と子供をこよなく愛する良妻。良家の箱入り娘として育てられたせいか、のん気でポジティブな性格。照男が社内親睦ハイキングの最中に便意をもよおし、我慢できずに草むらに飛び込んだ際に、やはり用を足そうとしていてお尻を丸出しにしていた彼女とバッタリ出くわし、そのお尻の美しさに照男は一目惚れ。婚約者がいたが、その婚約者との挙式の日、別の式に出席していた照男に半ば強奪するように連れ去られ婚約破棄となる。その後、照男との半同棲の末、結婚。作品後半で双子の赤ちゃんを産む。
丸麻雪男（がんま ゆきお）
丸麻夫妻の長男。「雪の降る日に生まれたから」という理由で照男が命名。両親の愛情に育まれたせいか、性格はとても素直。
丸麻星子（がんま ほしこ）
二卵性双生児の姉。母親似。
丸麻天子（がんま てんこ）
二卵性双生児の妹。父親似。
照男の両親
顔は作品前半では明かされなかったが、後に明かされた。特に母は照男によく似ている。父親は自称高島忠夫とのたまっている。
妻の父
本名不詳。照男は「オシリーナパパ」と密かに呼んでいた。某テレビ局の有名ニュースキャスター。照男と娘の交際には一貫して反対していたが、最後は照男との「全裸ジャンケン対決」に敗れ、結婚を許すことになる。
妻の母
本名不詳。夫とは違い、照男と娘の結婚には全面的に賛成している。
菊田満（きくた みつる）
「コーダ」護国寺店食品部部長。後に護国寺店店長に昇進。照男とは「コーダ」の同期入社にあたる。エリートコースを順調に歩むが、時に照男にストレスをぶつけることもある。しかし内面では照男をうらやましいと思うこともあった。妻とは不仲だったが、照男夫妻に影響を受けたのか少しずつ関係を取り戻していきついには子供を授かるまでになった。
美里（みさと）
「コーダ」の女子店員。照男に対し、密かに想いを寄せていた。後に別の男性と婚約しコーダを退職するが、その際にも照男に感謝していた。

## ガンマ ~THE γ~
前作より3年後の話。3人の子供の父親となった照男だが相変わらず変身願望とトラウマとの葛藤に悩む。そんな彼の異動先で出会う様々な人たちとの交流を描く。

### 登場人物
佐分利新一（さぶり しんいち）
照男がパリ出張でコーダ本社からコーディネートとして手配された在住日本人。ツール・ド・フランスを知らなかった照男を見下している。
カトリーヌ
佐分利の恋人。土産の買い物に奔走する照男を見てオシリーナまで侮辱するような発言をした佐分利に平手打ちを振るう。
宝田副店長
「コーダ」西川口店副店長。某大学体育会空手部という経歴を持つ、高圧的な態度で店内を仕切る暴君。対峙する照男に陰湿な妨害工作を行う。
木村くわえ（きむら くわえ）
持病に悩む照男が通う病院の女性医師。
並木三奈（なみき みな）
「コーダ」専務の娘。本社社史編纂室に左遷された照男に出会う事で、自らの殻を破るきっかけとしてミスコン出場を目指す。オシリーナと同じ喋り方をする。

## コミック
『鉄人ガンマ』はモーニングKCで全10巻、『ガンマ ~THE γ~』は同コミックで全3巻発刊されている。

## その他
この作品が一時期（1994年2月）、サントリーの焼酎・樹氷のTVCMに採用され、漫画がそのまま採用された。しかし照男は下戸という設定であり、作中と矛盾する。
2016年6月にリイド社より山本の別作品『打撃マン』と併載され『鉄人ガンマVS打撃マン』のタイトルでコンビニコミックが刊行されている。